# Vandring
Denna artikel handlar om friluftsaktiviteten vandring, för den mekaniska anordningen se vandring (anordning).

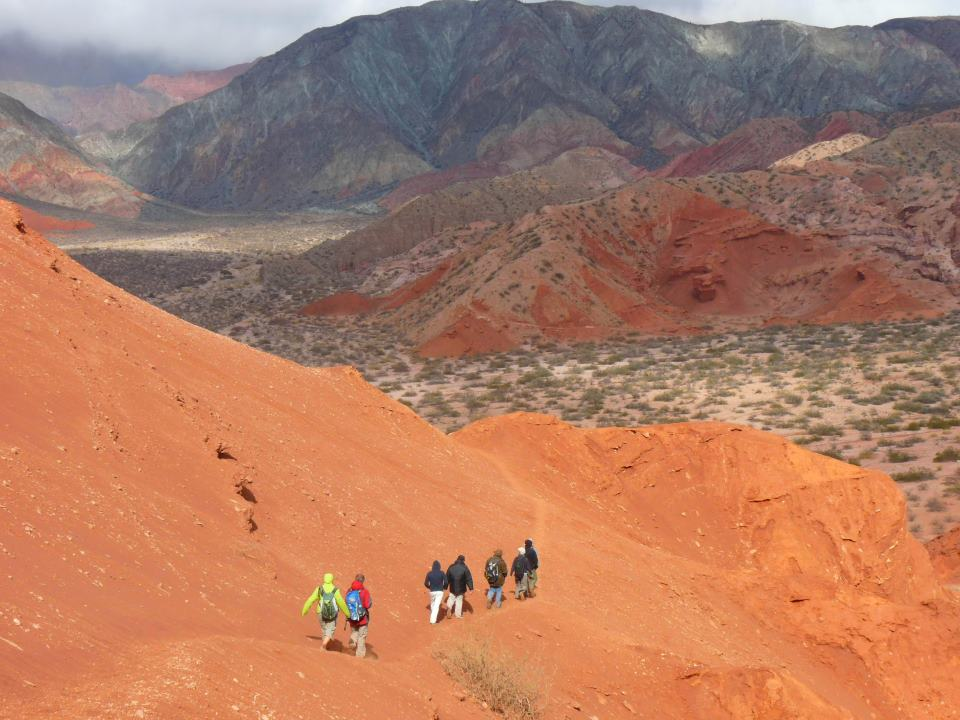
Vandring i Argentina.

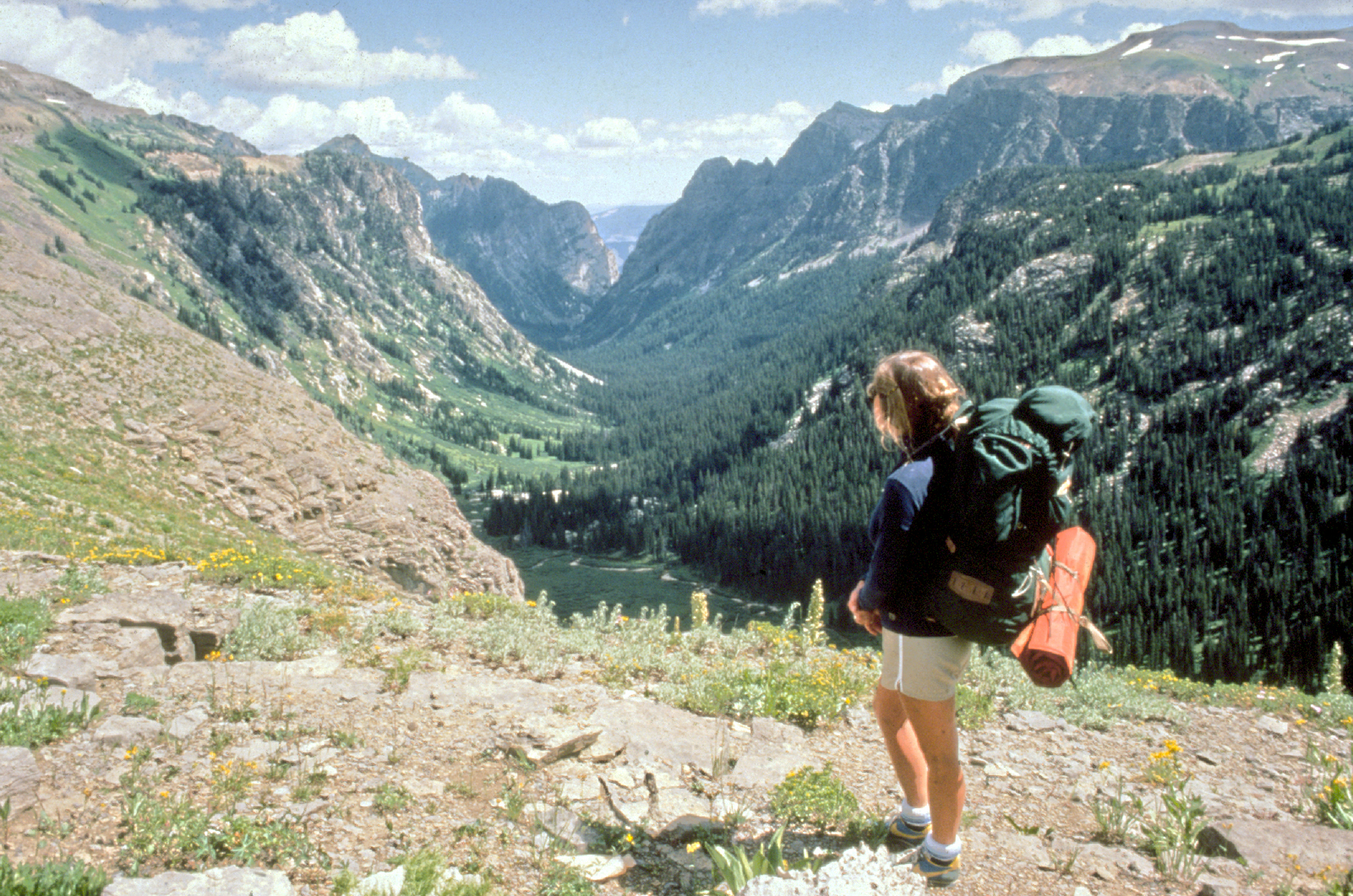
Vandring i Grand Teton National Park i USA.

Vandring (även kallat att hajka efter engelskans hiking) är en form av friluftsaktivitet som innebär att en person till fots i rekreationssyfte förflyttar sig genom naturen. Vandring kan ske på ospårad mark, men sker ofta på iordningställda och markerade vandringsleder.
Vandring kan ske i olika ambitionsnivåer från en kortare utflykt i okomplicerad terräng, till längre vandringar i mer krävande natur och i högre takt. Behov av utrustning varierar beroende på typen av vandring, men gemensamt är att ha lämpliga skodon.
Vandring är en populär sport och fritidssysselsättning i flera europeiska stater, särskilt runt Alperna och i Storbritannien.

## Fjällvandring

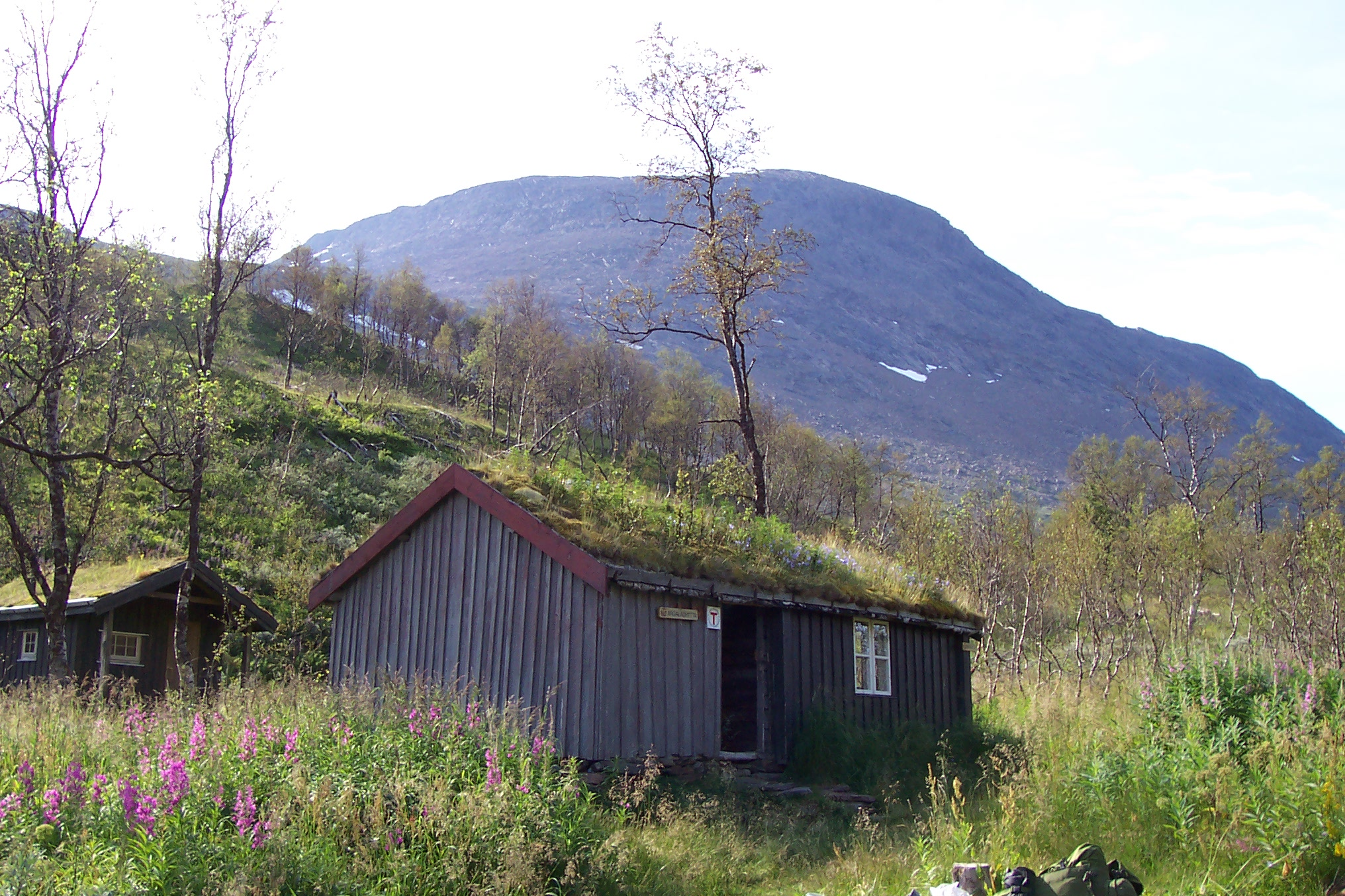
Fjällstuga i Norge.

Vandring som sker i fjällmiljö kallas fjällvandring.
Fjällvandring sätter ofta lite högre krav på utrustningen än vandring i låglandet. Grova, väl ingångna skor, helst vattentäta är önskvärt.
Fjällvandring kan ske på olika sätt, exempelvis genom att bo på en plats och gå ut på dagsvandringar i den närliggande naturen för att återvända på kvällen. Man kan också gå på vandringsleder och övernatta utmed vägen. Man sover ofta i tält och i en sovsäck.
En extrem form av fjällvandring är kamvandring som sker längs en bergskam (toppen av berget eller massivet), ofta för att ta sig från en topp till en annan inom samma massiv.

## Trekking
I modern tid finns något som benämnts trekking. Ordet kommer från engelskans trek vilket betyder vandra. Trekking skiljer sig från traditionell friluftsvandring i att försöka vara mer krävande och längre. Normalt ska man vara ute på tur under flera dygn. För att kunna detta måste man ha med sig mycket mer packning än traditionell vandring, till exempel sovplats, regn- och vindskydd såsom tält, och mat, alternativt att man försöker ta sig mellan olika fjällstugor och liknande längs vandringsleden.
Trekking görs ofta utanför vandringslederna där det saknas broar över vattendragen. Man måste i planeringen ta hänsyn till vilka vattendrag som kan vadas och var lämpliga vadställen finns. Under vandringen kan man befinna sig långt från fjällstugor och det kan vara klokt att ta med ett GPS-larm med vilket man kan kontakta räddningstjänsten där mobiltäckning saknas. Att vandra utanför lederna är ofta nödvändigt om man vill göra toppturer upp på avlägsna berg.

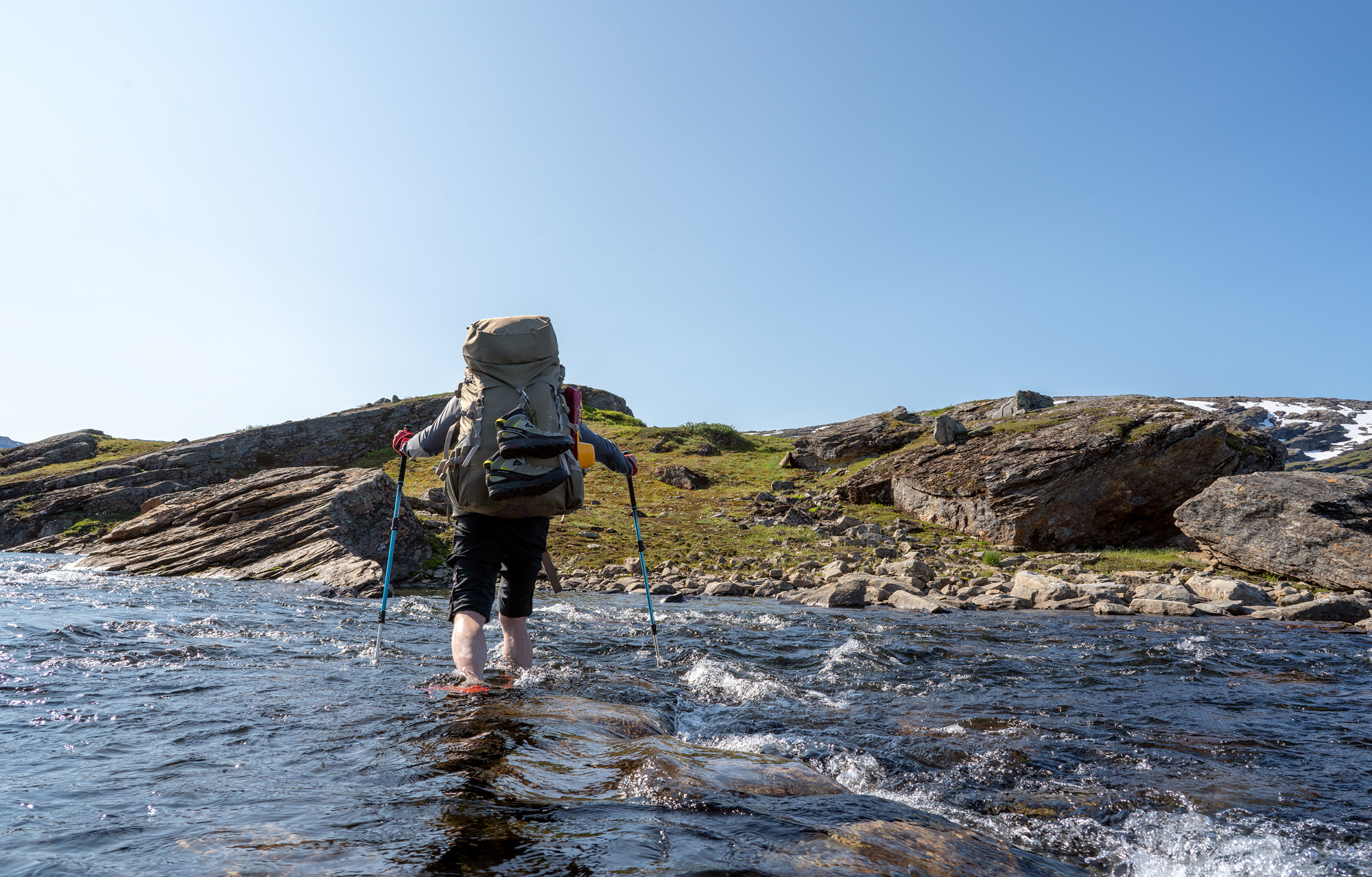
När man vadar är det säkrast att ha stavar och lätta skor med en sula gjord för hala underlag.
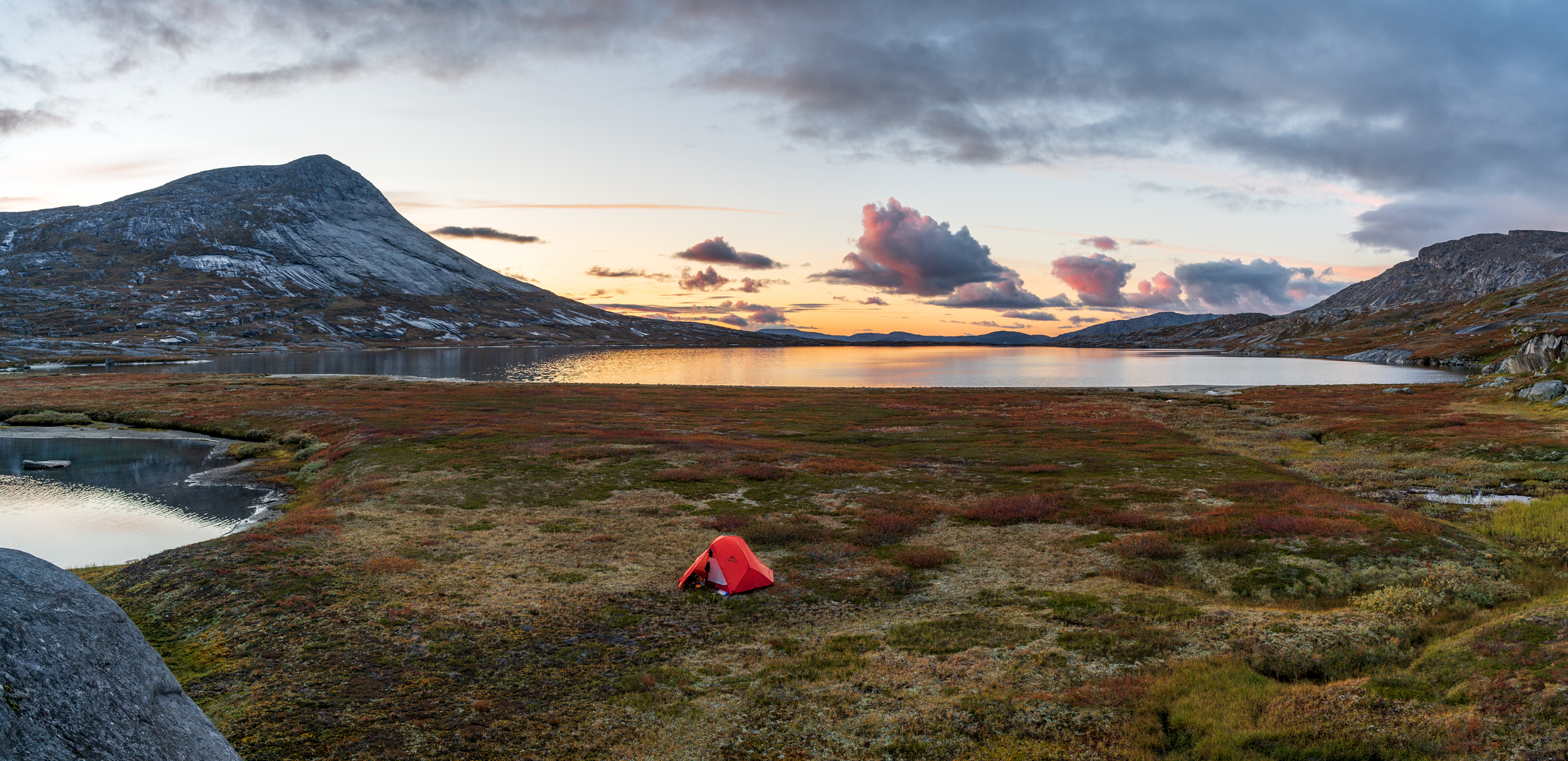
Tältning utanför ledsystemet.
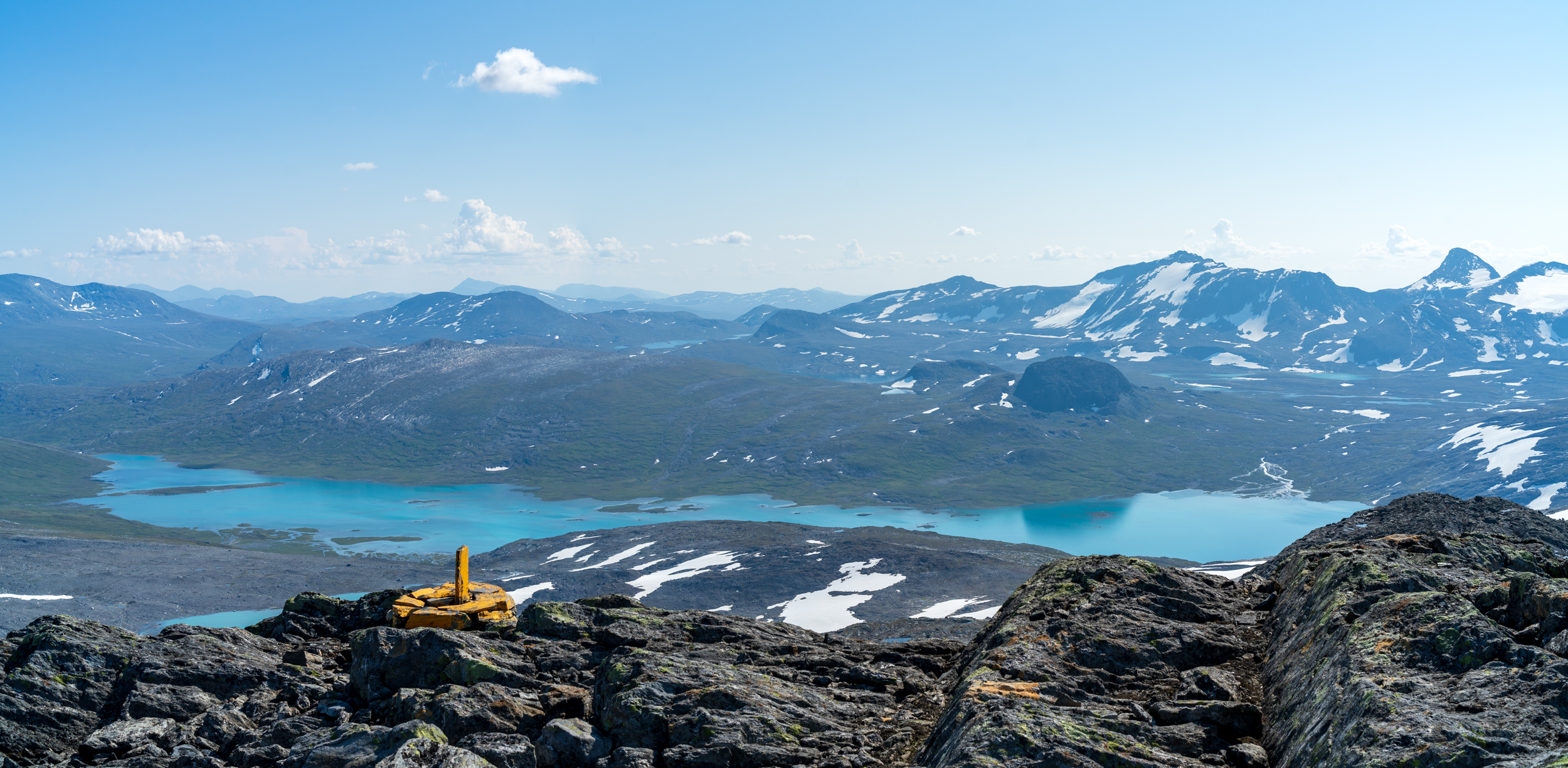
Att göra en topptur kan ge vidsträckta vyer. Här från berget 1663 mot Sårjåsjávrre i Padjelanta.

## Säkerhet vid vandring
Förberedelserna vid olika typer av vandring är i stora drag de samma oberoende miljö. Man ska vara väl medveten om att vädret snabbt kan skifta och att terrängen kan vara svårtillgänglig. Man ska därför packa så praktiskt som möjligt och se till att man kan hamna i diverse väder och situationer utan att hamna i fara. Mobiltäckningen är ofta dålig och räddningsinsatser kan vara svåra.
Säkerheten bör alltid gå först så det är därmed viktigt att ha med sig rätt utrustning. Saker som först-hjälpen-kit, robusta kläder och skor är väsentliga, men i vissa tuffa terränger kan någon form av GPS-enhet vara bra.